# Dietmar Kaden
Dietmar Kaden (* 1963 in Baden bei Wien) ist ein österreichischer Architekt.

## Leben

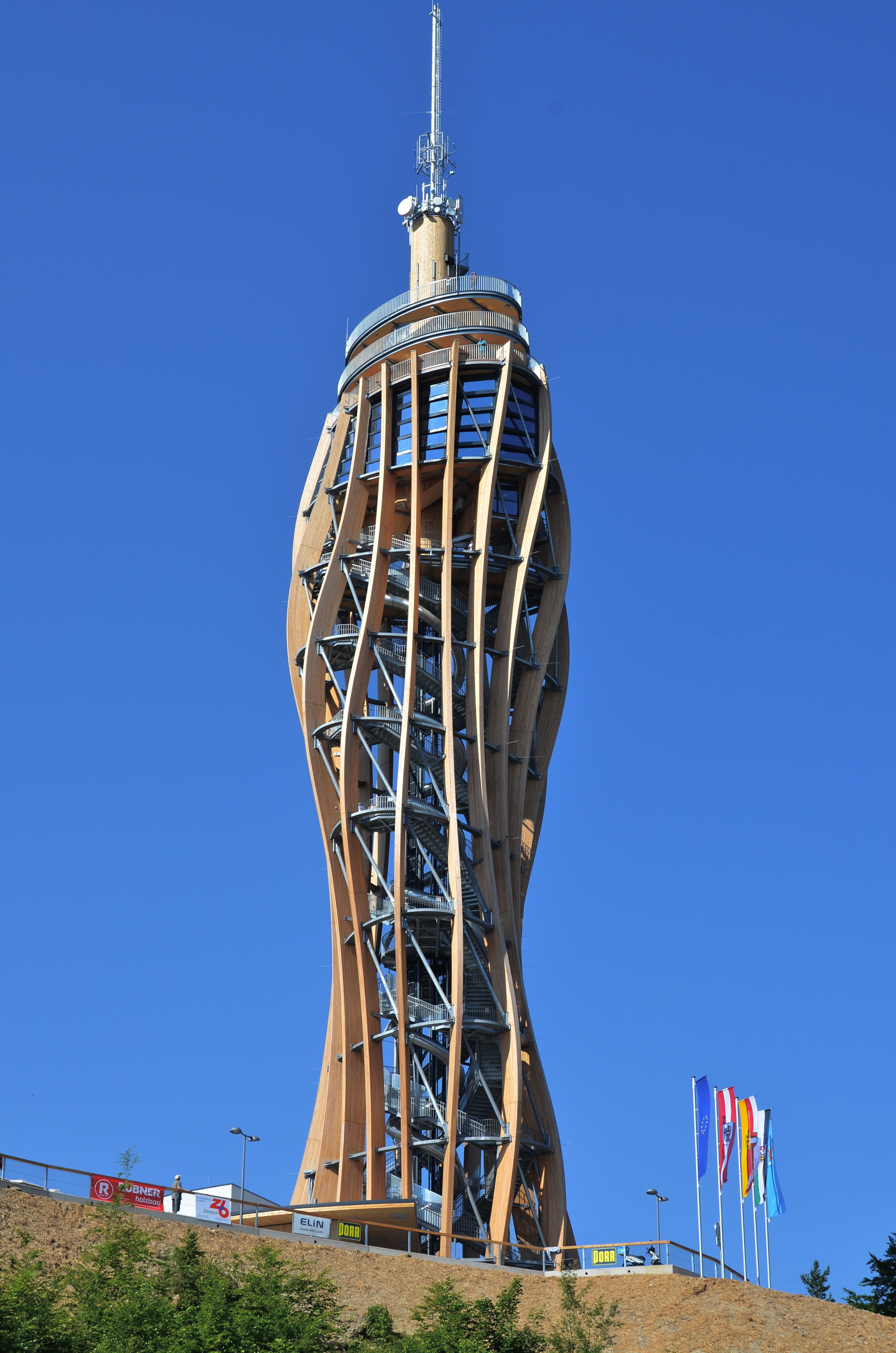
Aussichtsturm Pyramidenkogel

Dietmar Kaden maturierte 1984 an der HTL Mödling und studierte Architektur an der Akademie der bildenden Künste Wien in der Meisterklasse von Gustav Peichl. Danach war er Stipendiat an der Königlichen Dänischen Kunstakademie Kopenhagen im Institut für Städtebau. 2000 gründete er mit Markus Klaura ein Architekturbüro, ab 2008 mit dem dritten Partner Erich Laure, welches sich auf den Passivhausbau mit Holz spezialisierte. Das bekannteste Bauwerk ist der Aussichtsturm Pyramidenkogel in Keutschach am See. 2013 gründete Dietmar Kaden ein eigenes Architekturbüro.

## Auszeichnungen
- 2000 Nachhaltigkeitspreis des Landes Kärnten
- 2005 Das beste Haus (bka)
- 2007 Landesholzbaupreis Kärnten
- 2010 Energy Globe Award Austria
- 2013 Holzbaupreis Kärnten für den Aussichtsturm Pyramidenkogel[2][3]